# Bijelo Polje (Republika Serbska)
Bijelo Polje (cyr. Бијело Поље) – wieś w Bośni i Hercegowinie, w Republice Serbskiej, w gminie Milići. W 2013 roku liczyła 13 mieszkańców.